# Cecidomyia sociata
Cecidomyia sociata är en tvåvingeart som först beskrevs av Walker 1856.  Cecidomyia sociata ingår i släktet Cecidomyia och familjen gallmyggor. Inga underarter finns listade i Catalogue of Life.